# That's Me (album)
That's Me - The Greatest Hits è una compilation del 1998 della cantante svedese ex ABBA Agnetha Fältskog; contiene i suoi successi in inglese della carriera da solista e di quella da componente degli ABBA. Il nome della raccolta è tratto dal brano That's Me del gruppo svedese.
Mentre la maggior parte dei brani appartiene alla discografia da solista di Agnetha, ve ne sono tre che fanno parte del repertorio degli ABBA, e che vedono la cantante bionda come voce principale (fatta eccezione per That's Me, dove le voci principali sono quelle di Agnetha Fältskog e di Anni-Frid Lyngstad). Tra i brani post-ABBA, abbiamo The Queen of Hearts, demo in inglese del brano Nar du tar mej i din famn scoperta poco prima della registrazione della compilation; sono inoltre incluse alcune canzoni proposte in passato come lato B e molto ricercate all'epoca, come You're there e Turn the world around, così come i brani The way you are e Fly like the eagle, rispettivamente lato A e B di un 45 giri del 1986.
Questa compilation è complementare con quella del 1996, My Love, My Life, contenente principalmente brani in svedese.

## Tracce
1. The Heat Is On (da Wrap Your Arms Around Me, 1983)
2. The Last Time (da I Stand Alone, 1987)
3. Let It Shine (da I Stand Alone, 1987)
4. The Winner Takes It All (da Super Trouper degli ABBA, 1980)
5. I Wasn't The One (Who Said Goodbye) (feat. Peter Cetera) (da I Stand Alone, 1987)
6. The Way You Are (feat. Ola Håkansson) (singolo, 1986)
7. It's So Nice To Be Rich (singolo, 1983)
8. I Won't Let You Go (da Eyes of a Woman, 1985)
9. Never Again (feat. Tomas Ledin) (singolo, 1982)
10. Eyes of a Woman (da Eyes of a Woman, 1985)
11. Slipping Through My Fingers (da The Visitors degli ABBA, 1981)
12. One Way Love (da Eyes of a Woman, 1985)
13. Can't Shake Loose (da Wrap Your Arms Around Me, 1983)
14. Wrap Your Arms Around Me (da Wrap Your Arms Around Me, 1983)
15. The Queen of Hearts (versione in inglese di När du tar mig i din famn, registrata nel 1981 e uscita come singolo nel 1998)
16. That's Me (da Arrival, 1976)
17. Turn The World Around (lato B di One Way Love, 1985)
18. You're There (lato B di I Won't Let You Go, 1985)
19. Fly Like The Eagle (feat. Ola Håkansson) (singolo, 1986)